# Sembilang (Borneo Południowe)
Sembilang – wieś (desa) w kecamatanie Kelumpang Tengah, w kabupatenie Kotabaru w prowincji Borneo Południowe w Indonezji.
Miejscowość ta leży w środkowo-zachodniej części kecamatanu.